# Volvo PV800-serie
De Volvo PV800-series is een serie auto's geproduceerd door Volvo tussen 1938 en 1958, ontworpen om te dienen als taxi. Deze serie domineerde de Zweedse taximarkt in de jaren 40 en 50.

## PV800 - 810
De PV801 (met een glazen scheiding tussen de voorstoelen en de achterbank) en de PV802 (zonder de glazen scheiding) werden geïntroduceerd in 1938 en volgden de TR670-serie op. Het chassis en de carrosserie waren nieuw, maar er werd wel gebruikgemaakt van de zijklepmotoren, die ook al in voorgaande modellen werd gebruikt. Het front werd geleend van Volvo's kleinste vrachtwagen, de LV100-serie.
Tijdens de Tweede Wereldoorlog bouwde Volvo vierwielaangedreven terreinauto's voor het Zweedse leger. Deze hadden de carrosserie van de PV800-serie, deelden de techniek met Volvo's kleinere vrachtwagens en werden Terrängpersonvagn m/43 (TPV) genoemd.

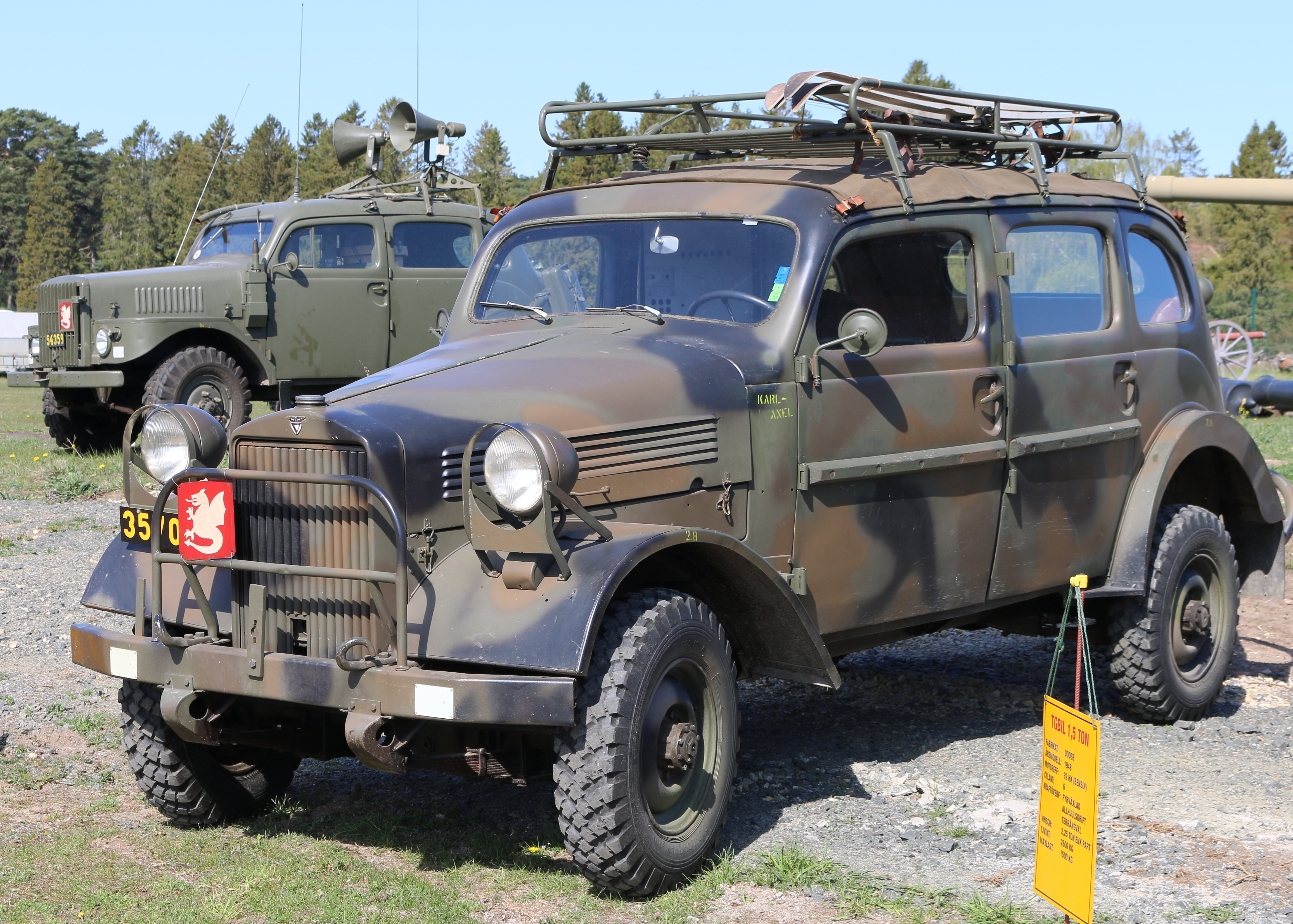
Volvo TerrängPersonVagn m/43 (TPV)

### Versies
- PV800:: 1940 - 1947, 37 auto's gebouwd, commercieel chassis
- PV801:: 1938 - 1947, 550 auto's gebouwd, met glazen tussenwand
- PV802:: 1938 - 1947, 1081 auto's gebouwd, zonder tussenwand
- PV810:: 1938 - 1947, 180 auto's gebouwd, commercieel chassis, 355 cm wielbasis
- TPV:: 1944 - 1946, 210 auto's gebouwd, militair offroad voertuig

## PV821 - 824
In 1947 werden de eerste versies opgevolgd door de PV821 en de PV822. Deze auto's kregen de iets sterkere ED-motor en de betere versnellingsbak van de Volvo PV60.

### Versies
- PV821:: 1948, 200 auto's gebouwd, met glazen tussenwand
- PV822:: 1947 - 1948, 300 auto's gebouwd, zonder tussenwand
- PV823:: 1947 - 1948, 150 auto's gebouwd, commercieel chassis
- PV824:: 1947 - 1948, 150 auto's gebouwd, commercieel chassis, 355 cm wielbasis

## PV831 - 834

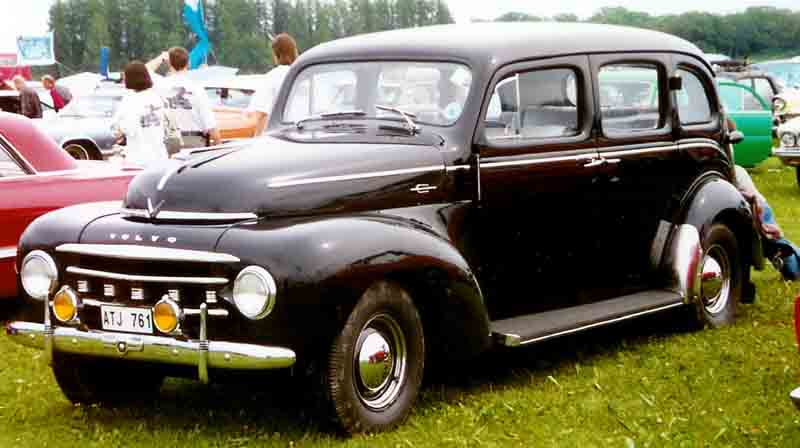
Volvo PV832 1950

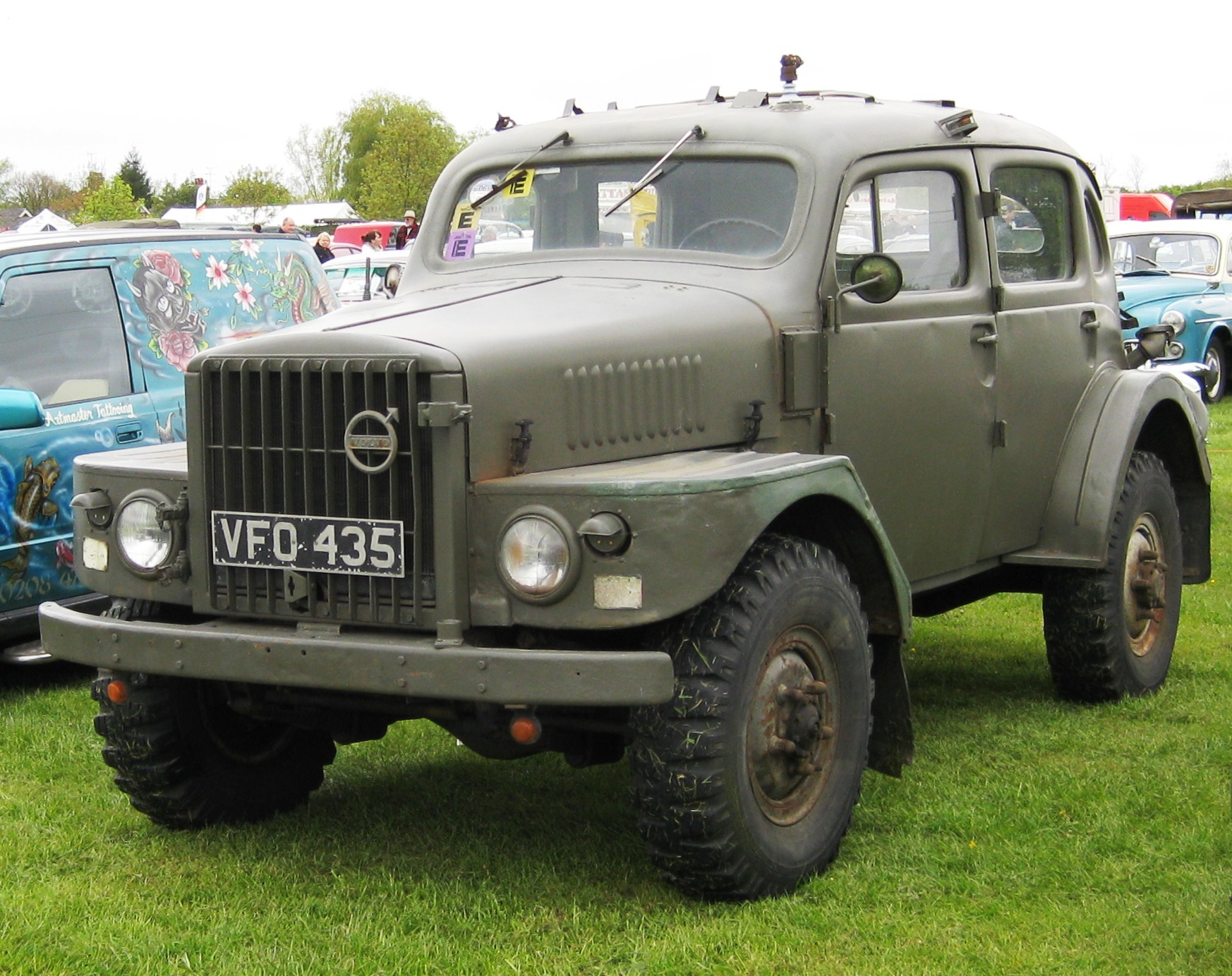
Volvo TP21

In de herfst van 1950 kwam een opgefrist model op de markt, met eenzelfde neus als de PV444 en de kleine vrachtwagen L340. Deze versies werden respectievelijk de PV831 en PV832 genoemd. In 1953 werd onafhankelijke voorwielophanging optioneel. In hetzelfde jaar kwam een directieversie, de Disponent beschikbaar.
Tegen het eind van de jaren 50 was de PV800-serie aan vernieuwing toe. Volvo heeft wel nagedacht over een opvolger, in de vorm van Project P358, een grote auto aangedreven door een V8, maar dit project is nooit verder gekomen dan de ontwerpfase. De Volvo Amazon was te klein voor gebruik als taxi en het heeft ruim tien jaar geduurd voor Volvo weer een auto produceerde geschikt voor de taximarkt, de Volvo 140-serie.
In 1953 introduceerde Volvo de opvolger van de militaire TPV, in de vorm van de Raptgb 915 (militaire naam), beter bekend als de Volvo TP21.

### Versies
- PV831/832:: 1950 - 1957, 4135 auto's gebouwd
- PV833/834:: 1950 - 1958, 2081 auto's gebouwd, commercieel chassis
- TP21:: 1953 - 1958, 720 auto's gebouwd, militair versie

## Galerij

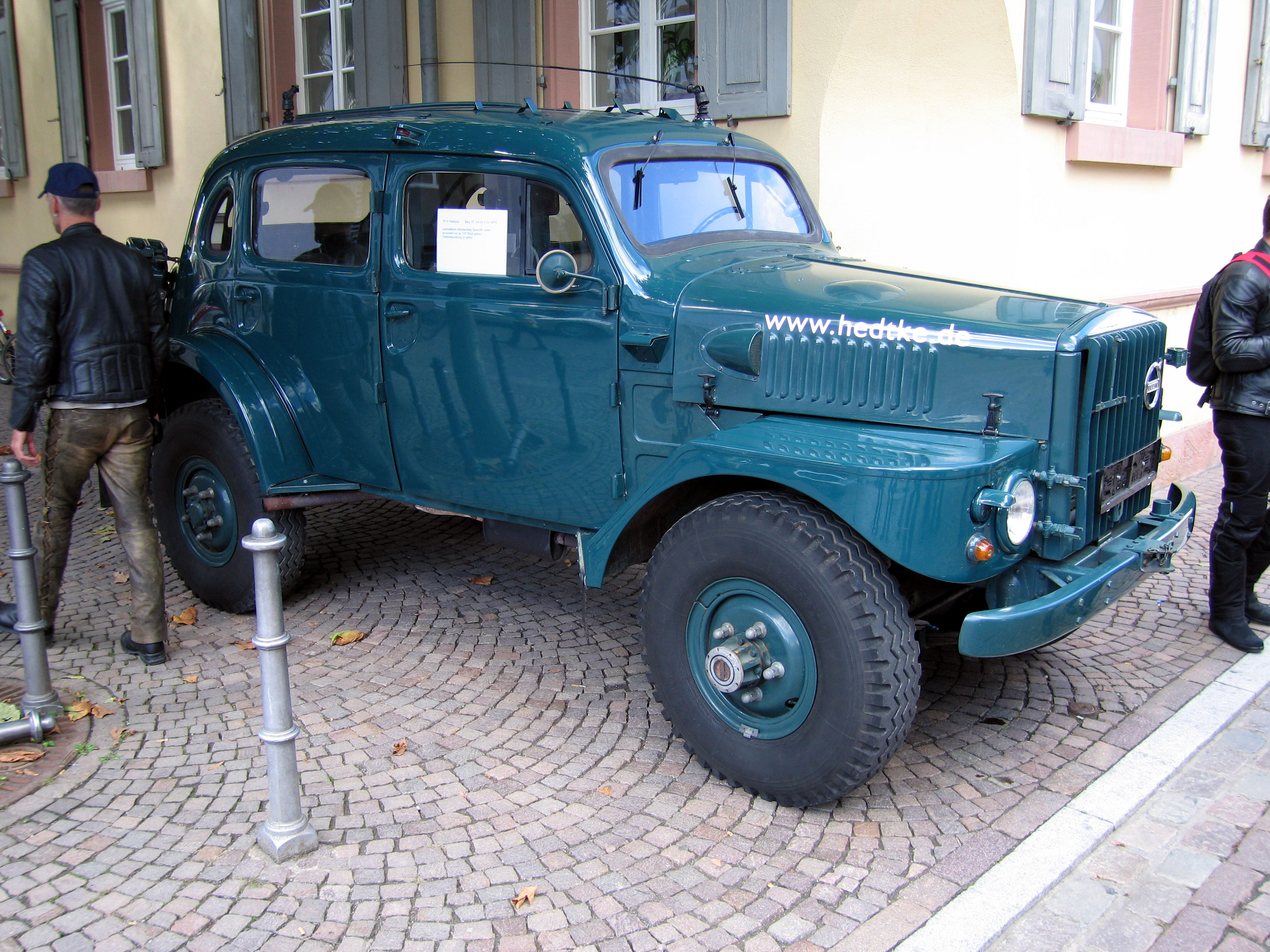
Militaire uitvoering, Volvo TP21
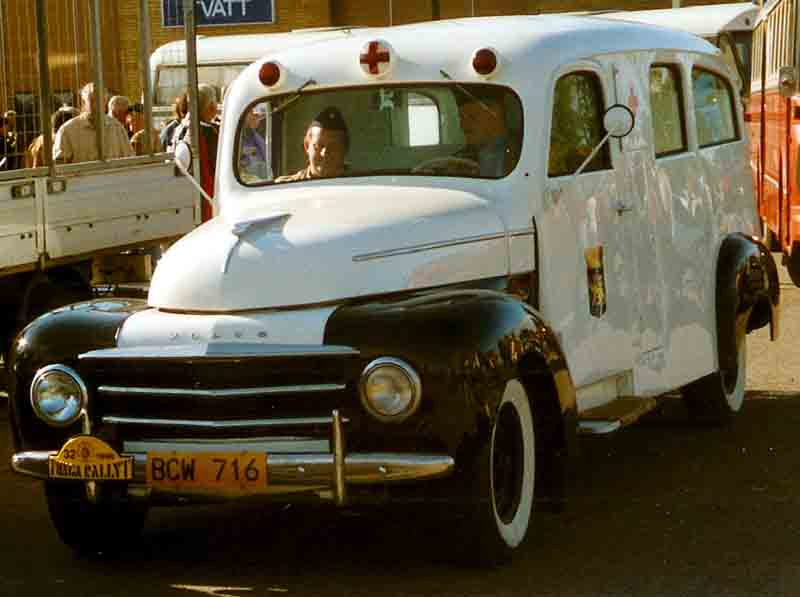
Volvo PV834 Ambulance 1951
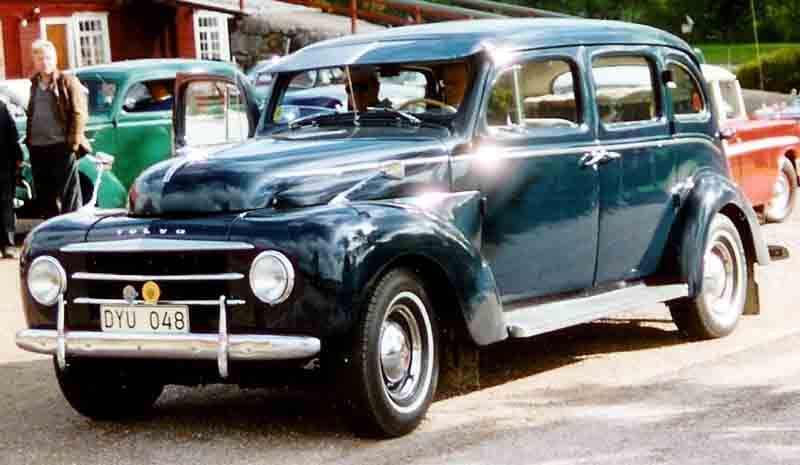
Volvo PV831 1954
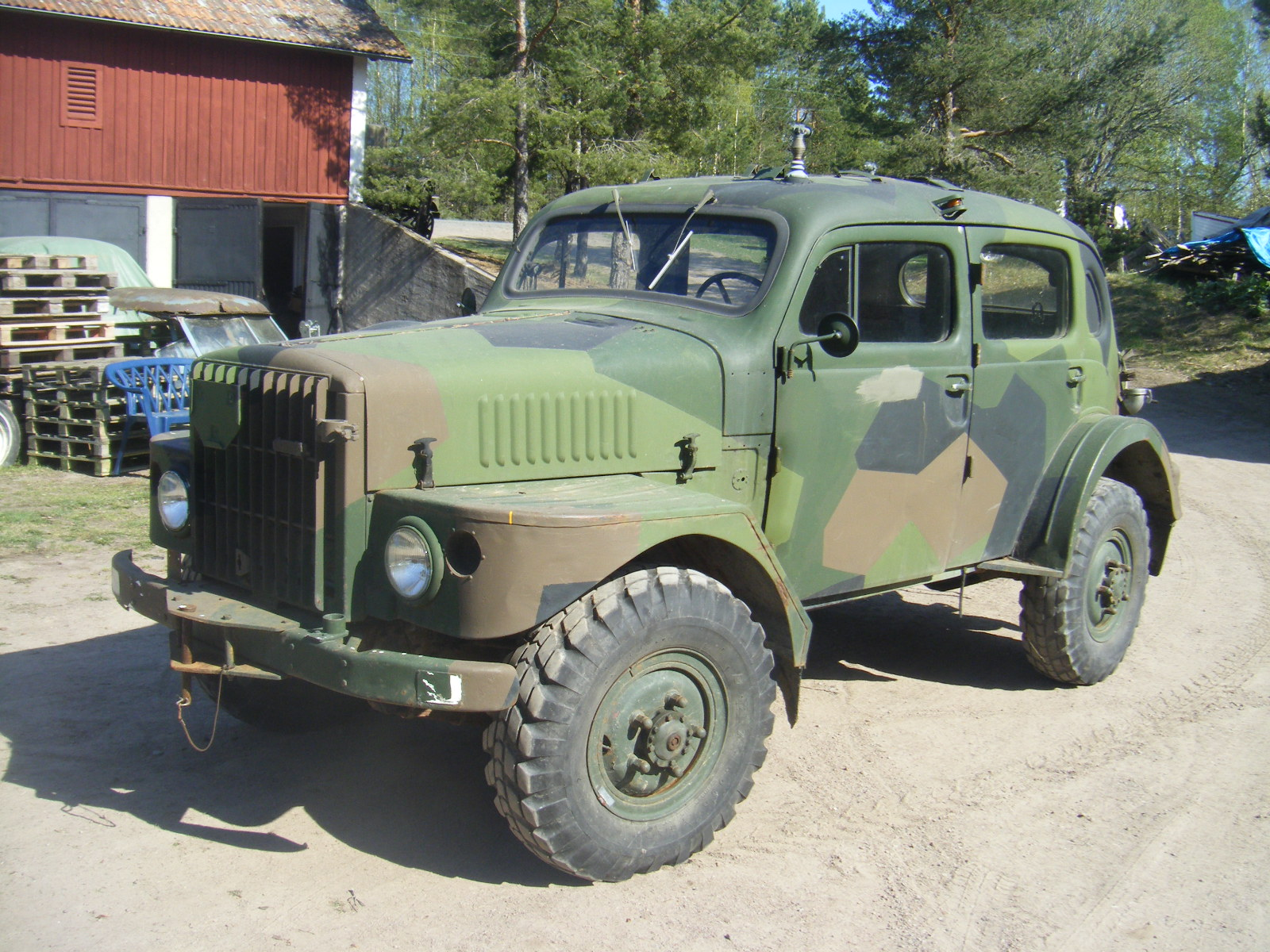
1954 Volvo TP21 M/90 Camouflage

Huidige modellen:
EC40 · 
EX30 · 
S60-V60 · 
S90-V90 · 
XC40 · 
XC60 · 
XC90 · 
EX90
Modellen geïntroduceerd na 1965:
100-serie · 
164 · 
200-serie · 
262C · 
66 ·
300-serie · 
400-serie ·
480 ·
700-serie · 
850 · 
900-serie · 
C30 · 
C70 · 
S40 · 
S70 · 
S80 · 
V40 ·
V40 Classic ·
V50 · 
V70-XC70
Modellen geïntroduceerd voor 1965:
ÖV4 · 
PV4 · 
PV650-serie ·
TR670-serie ·
PV36 ·
PV800-serie ·
PV50-serie · 
PV444 ·
PV60 ·
Duett ·
P1900 ·
Amazon · 
PV544 ·
P1800
Conceptauto's:
Philip ·
VESC ·
ECC ·
YCC ·
ReCharge ·
Concept You